# バリ (加工)
バリ（英語: burr）とは、材料を加工する際に発生する突起。「カエリ」とも呼ばれる。

## 概要
フライス切削や穴あけ、研磨、旋盤加工などの切断・切削の際に、加工面に生ずる不要な突起をバリと呼ぶ。また、金型成型を行う際に、出来上がった成型品の金型合わせ目に位置した部分に生ずるパーティングラインの、突出が特に著しいものもバリと呼ぶ。
バリは、材料を加工する際に発生する、素材の残材部分である。機械加工では、バリが残っているとまっすぐに固定できない、部品を正しく計測出来ない、怪我や事故に繋がるなどの弊害が発生する。油圧装置の場合、内部に残っているバリが機器に混入すると故障の原因になり得る。このバリを除去する工程をバリ取り と呼んでいる。
バリ取りの作業には、やすりやリーマ、専用の工具（機械）などによって削り取る、潰す等の機械的な除去方法のほかに、化学研磨、電解研磨による除去方法がある。

## 語源
「バリ」は、日本語ではなく、ぎざぎざ、いが、突起を意味する英単語「Burr」が語源である。
日本では1950年頃までバリは「カエリ」などと呼ばれていたが、1973年、アメリカで「Burr Technology」という言葉が使われ始め、やがて日本でも外来語のバリが定着した。

## 関連用語
- バリ取り
- 工作機械
- 日本工業規格（JIS規格）